# Irpinia
L'Irpinia è un distretto storico-geografico dell'Italia meridionale corrispondente, sia pur con notevole approssimazione, al territorio dell'odierna provincia di Avellino (già Principato Ultra fino al 1860).
Il coronimo "Irpinia", benché di uso esclusivamente moderno, fa comunque riferimento al territorio occupato anticamente dagli Irpini (in latino Hirpini), una tribù di stirpe sannitica e di lingua osca stanziata in epoca preromana su vaste zone dell'Appennino campano.
Conosciuta nel suo complesso come "la verde Irpinia", l'area dispone di notevoli valenze ambientali e paesaggistiche.

## Geografia

### Territorio

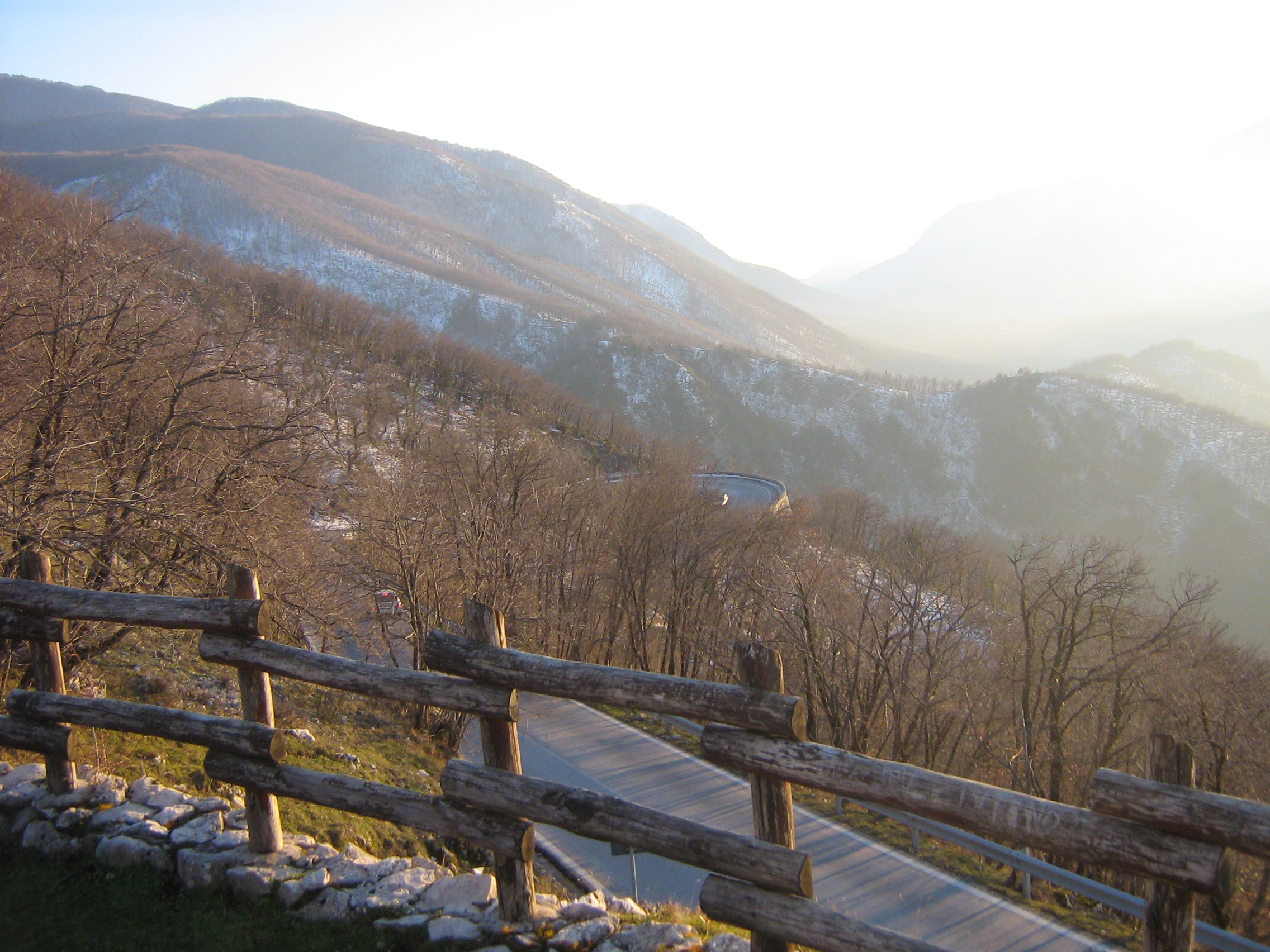
Montagne nella zona di Bagnoli Irpino

L'Irpinia è situata approssimativamente nel settore centro-orientale della Campania, benché al tempo degli antichi Irpini fosse intimamente legata al Sannio e in epoca imperiale fu aggregata per diversi secoli all'Apulia. Non ha (né ha mai avuto) uno sbocco al mare, presentando un territorio essenzialmente montuoso-collinare. I suoi limiti naturali sono costituiti dai monti della Daunia a nord-est (oltre i quali si estende il Tavoliere delle Puglie), dal Vulture a sud-est (un vulcano spento sito al confine con la Lucania) e dai monti Picentini-Partenio a sud-ovest (al di là dei quali si aprono le pianure e le coste della Campania), mentre il margine nord-occidentale è segnato da un complesso sistema fluviale (formato dal Calore e da numerosi suoi affluenti) imperniato su Benevento e condiviso con il Sannio propriamente detto.
Il territorio si presenta come un altipiano assai irregolare (il cosiddetto Altopiano irpino), inciso da valli e punteggiato da rilievi, tra i quali serpeggiano numerosi fiumi e torrenti.

### Idrografia
Il principale corso d'acqua è il già citato Calore che, a partire dalle sue sorgenti (situate presso il Colle Finestra, sul versante orientale del monte Accellica), attraversa il territorio trasversalmente in direzione sud-nord per diverse decine di chilometri. L'Ofanto nasce, invece, tra Nusco e Torella dei Lombardi e percorre per un lungo tratto la parte sud-orientale dell'Irpinia, prima in direzione ovest-est per poi deviare verso nord nei pressi della confluenza con l'Atella a causa dello sbarramento costituito dal Vulture. Il Sele nasce a Caposele, dal monte Paflagone, contrafforte del Cervialto, e sbocca quindi nell'omonima piana del Salernitano.

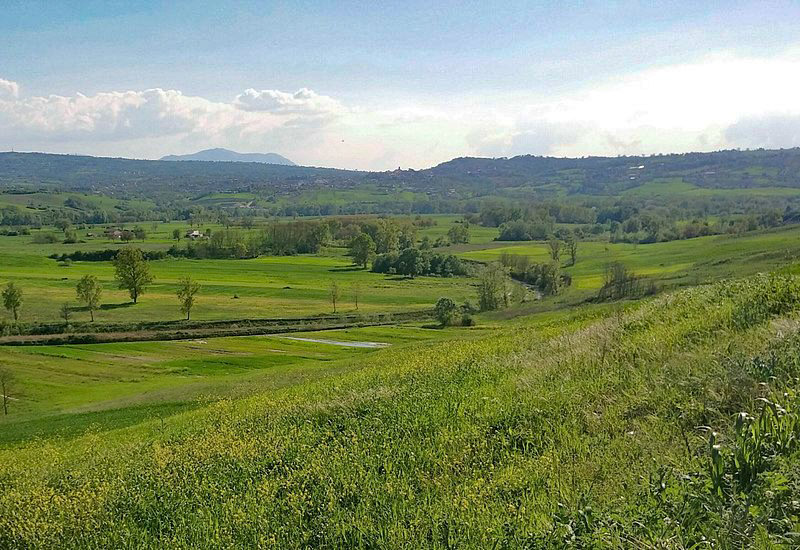
L'ampia valle dell'Ufita presso Ariano Irpino

Altri corsi di rilievo sono il Sabato e l'Ufita (entrambi affluenti del Calore) che nascono rispettivamente dal versante occidentale del monte Accellica e dal pianoro del Formicoso e scorrono all'interno di vaste vallate; notevole per la sua estensione soprattutto la valle dell'Ufita, a tratti quasi pianeggiante. Poi ancora il fiume Miscano (affluente dell'Ufita) che sorge nei monti della Daunia e solca l'omonima vallata ricca di eminenze archeologiche e nota per le tipiche bolle della Malvizza (vulcanetti di fango di natura non vulcanica); quindi il Cervaro, un fiume che solca l'Irpinia nord-orientale per alcune decine di chilometri nel suo alto corso per poi discendere nel Tavoliere delle Puglie dopo aver percorso l'omonima valle boscosa e a tratti impervia; infine il Calaggio, che dalle sue sorgenti, in agro di Vallata, attraversa per un breve tratto l'Irpinia orientale prima di penetrare a sua volta nel Tavoliere pugliese. I fiumi e i torrenti testimoniano l'abbondanza di risorse idriche nel territorio, le quali vengono sfruttate per "dissetare" le aree circostanti attraverso opere di canalizzazione. È questo il caso, infatti, delle sorgenti del Sele e degli invasi di Conza e di San Pietro, in gran parte sfruttati dall'Acquedotto pugliese, o del "canale di Serino" utilizzato già in epoca romana per portare l'acqua nella piana campana.
Pochi sono invece i laghi naturali, per lo più localizzati in aree montane marginali. I principali sono: il lago di San Giorgio tra Casalbore, Montefalcone e San Giorgio La Molara, dunque sul confine storico con il Sannio pentro; i laghi vulcanici di Monticchio, al confine storico con la Lucania; il lago Laceno, di origine carsica, nell'Irpinia meridionale (alle pendici dei monti Picentini); infine il laghetto Luza Aquafets, nell'Irpinia settentrionale (alle falde dei monti della Daunia, nelle vicinanze di Greci), la cui esistenza è documentata fin dal 1466.

### Orografia e geologia
Le cime più imponenti si innalzano nella zona sud-occidentale. È qui, infatti, che si ergono i monti Cervialto (la cui cima si trova nel territorio comunale di Calabritto) e Terminio (tra Serino e Volturara Irpina), massicci di origine carsica rispettivamente di 1809 e 1806 m s.l.m..
Nell'Irpinia centrale le montagne sono invece relativamente meno elevate, mentre le aree di fondovalle sono spesso ricoperte da depositi piroclastici (notevoli per il loro spessore soprattutto le pomici di Avellino). Fenomeni vulcanici secondari si evidenziano inoltre nella Valle d'Ansanto, ritenuta dagli antichi Irpini un luogo sacro dedicato alla dea Mefite; nelle vicinanze, a Villamaina, vi è una sorgente termale. Assai più ampia è invece la diffusione delle sorgenti sulfuree.
Nel settore nord-orientale, infine, la conformazione orografica è decisamente di tipo argilloso-arenaceo (benché la matrice sia comunque calcarea), pertanto i rilievi raggiungono altezze inferiori; nonostante ciò, i centri abitati sorgono a quote mediamente più elevate. Tale territorio è percorso inoltre dalla dorsale spartiacque appenninica, che si estende dalla sella di Ariano a nord (presso Ariano Irpino, il comune montano più popoloso della regione), passando per i rilievi della Baronia di Vico (ove vi è Trevico, il centro abitato più elevato in regione con i suoi 1090 m s.l.m.) e per l'altopiano del Formicoso (avente un'altitudine media di circa 800 m s.l.m.), fino alla sella di Conza, a sud.

### Sismologia
L'Irpinia costituisce un importante distretto sismico. L'Istituto nazionale di geofisica e vulcanologia vi ha una propria sede a Grottaminarda, nella valle dell'Ufita, con annesso un centro per la sismologia ed ingegneria sismica. Il centro, mediante una sala di monitoraggio sismico, collabora allo sviluppo di una rete sismica nazionale che consente l'immediata localizzazione automatica degli eventi sismici che avvengono nell'ambito del territorio nazionale.

## Storia

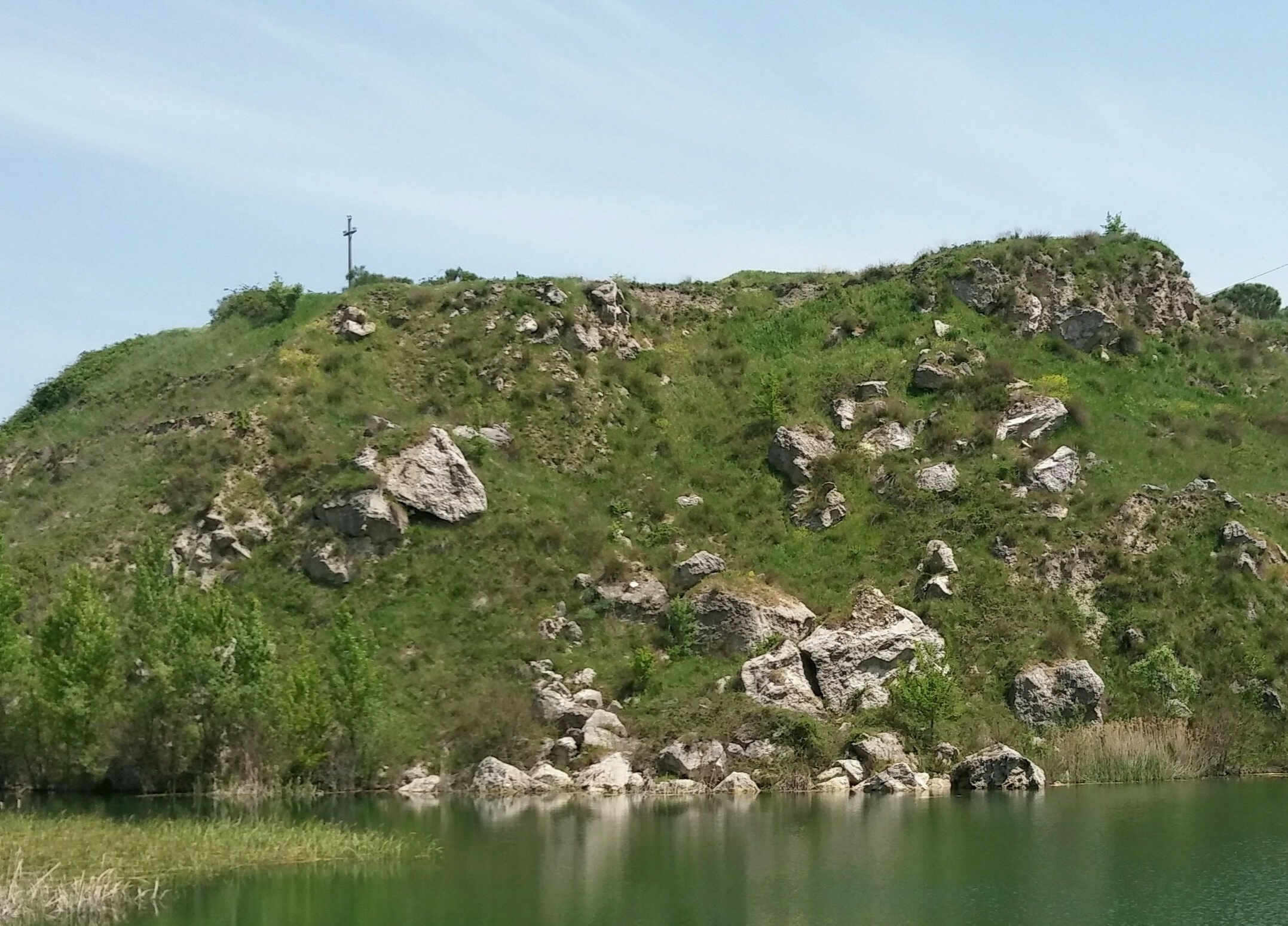
La rupe gessosa de La Starza, nella valle del Miscano, presso cui si rinvengono le vestigia del più antico insediamento della regione

Le più antiche tracce umane nell'area risalgono al paleolitico e sono riferibili a sporadici gruppi di cacciatori-raccoglitori, mentre i primi villaggi agro-pastorali sorsero nel neolitico in correlazione ad afflussi di genti provenienti dall'area adriatica. A partire dal XII-X secolo a.C. iniziarono poi a giungere, per successive ondate immigratorie, i primi popoli di ceppo indo-europeo.
Fu però soltanto tra il VI e il IV secolo a.C. che una tribù sannitica di lingua osca, gli Irpini, provenienti da territori più a nord occuparono progressivamente l'intera area. Il loro nome derivava da quello del lupo (hirpus in lingua osca), forse prescelto quale animale totemico. Ad ogni modo gli Irpini, almeno fino al termine delle guerre sannitiche, non furono mai espressamente citati in quanto costituivano parte integrante della Lega sannitica; essi comparvero per la prima volta col proprio nome soltanto al tempo della spedizione di Pirro, nel 280 a.C.
I centri irpini più importanti furono (da nord a sud): Vescellium (presso i monti della Daunia, ai confini con l'Apulia), Aequum Tuticum (Sant'Eleuterio di Ariano Irpino), inizialmente Maleventum (Benevento, colonizzata comunque dai Romani fin dal 268 a.C.), Trivicum (Civita Superiore di San Sossio Baronia), Aeculanum (Passo di Mirabella),  Aquilonia (Lacedonia), Abellinum (nei pressi dell'odierna Atripalda, sul fiume Sabato), Fratuolum (forse Calitri), Compsa (Conza vecchia).
A seguito di ricerche archeologiche sono inoltre emersi altri insediamenti, ancor più antichi dei precedenti, dei quali però si ignorano i nomi; essi erano situati a Monte Rovitello (presso Greci), a Casalbore (ove si rinvengono i resti di un tempio italico, l'unico superstite in tutta l'Irpinia), a Monte Castello (Savignano Irpino), a La Pezza (presso Melito Irpino), a Castel Baronia, a Carife (assai cospicui i reperti rinvenuti nella locale area archeologica), a Bisaccia, a Morra De Sanctis, a Oppido Vetere (presso Lioni e Caposele), a Castelnuovo di Conza (ai confini con la Lucania).
Ancora all'epoca delle guerre puniche gli Irpini (diversamente da altre tribù sannitiche) si dimostrarono assai ostili nei confronti dei Romani; costoro riuscirono però ad avere la meglio appropriandosi di vaste fette di territorio. Di origine prettamente romana (nonostante la presenza in loco di numerosi reperti scritti in osco, la lingua parlata dagli antichi Irpini) è, ad esempio, il forum graccano di Fioccaglie presso Flumeri, il cui nome doveva corrispondere forse a Forum Aemilii data la sua collocazione all'incrocio tra la Via Appia e la Via Aemilia (della quale ultima costituiva il caput viae). Al termine della sanguinosa guerra sociale (I secolo a.C.) gli Irpini furono poi costretti a sottomettersi definitivamente, perdendo così la loro cultura e la loro lingua ma ottenendo in compenso la tanto ambita cittadinanza romana.
Numerose strade romane attraversarono il territorio irpino: le più antiche furono le già citate Via Appia e Via Aemilia, seguirono poi la Via Minucia (successivamente ribattezzata Via Traiana), la Via Aurelia e infine la Via Herculia. Inoltre alcuni indizi (tragitti degli itineraria, ruderi di ponti romani sul fiume Calore, frammenti di miliari) fanno presupporre l'esistenza anche di altre strade, delle quali però non si conoscono i nomi.
Fin dall'epoca imperiale l'Irpinia fu separata dal Sannio (che costituì la regio IV) e aggregata dapprima alla regio II Apulia et Calabria (ossia alla Puglia) dall'imperatore Augusto, per poi passare almeno in parte alla Campania a seguito della riforma amministrativa operata da Adriano; tuttavia il settore orientale rimase legato alla provincia di Apulia et Calabria (erede della Regio II) ancora per qualche secolo.
In epoca medievale, con l'invasione longobarda, i territori già irpini furono assoggettati fin dal VI secolo al ducato di Benevento, ma in seguito il principato di Salerno riuscì ad appropriarsene dapprima in parte (settori meridionali, secolo IX) e poi totalmente (a seguito della conquista normanna, secolo XI); tuttavia le stesse terre, a partire dall'epoca angioina (secolo XIII), furono distaccate anche da Salerno per costituire un giustizierato a sé stante (denominato Principato Ultra, o anche Principato Ulteriore) all'interno del neonato Regno di Napoli.
A decorrere dal XV secolo il Principato Ultra fu elevato a provincia e, a partire dalla fine del secolo successivo, la sua sede fu fissata stabilmente in Montefusco; fu soltanto dal 1806 che Avellino divenne capoluogo provinciale. Dopo l'unità d'Italia la denominazione Principato Ultra fu abbandonata, ma lo stemma fu mantenuto; i confini provinciali furono comunque ripetutamente modificati nel corso dei secoli.
Nel 1942 papa Pio XII nominò Guglielmo da Vercelli, fondatore del santuario di Montevergine e dell'abbazia del Goleto, patrono dell'Irpinia.

## Lingue e dialetti
La lingua osca, ossia l'idioma indoeuropeo parlato dagli antichi Irpini e dalle altre popolazioni sannitiche e appartenente al gruppo osco-umbro, si estinse a seguito della colonizzazione romana; le ultime attestazioni scritte risalgono al I secolo a.C.
Nell'Irpinia moderna si parlano invece la lingua italiana e i vari dialetti irpini, questi ultimi derivanti dalla sovrapposizione della lingua latina sul sostrato osco e appartenenti al gruppo dei dialetti italiani meridionali. Nelle fasce territoriali periferiche i vernacoli locali subiscono comunque diverse influenze; ad esempio, nella città di Ariano Irpino (ai confini con la Puglia) è in uso una parlata di transizione con caratteri peculiari, il dialetto arianese.
Un diverso idioma romanzo, quello francoprovenzale penetrato a seguito degli Angioini o dei Valdesi, oltreché tuttora parlato nell'alta Valmaggiore (un'area-cuscinetto a cavallo tra Irpinia e Daunia) era usato un tempo anche da alcune altre comunità vicine dell'Irpinia nord-orientale, ove permangono tracce della sua diffusione.

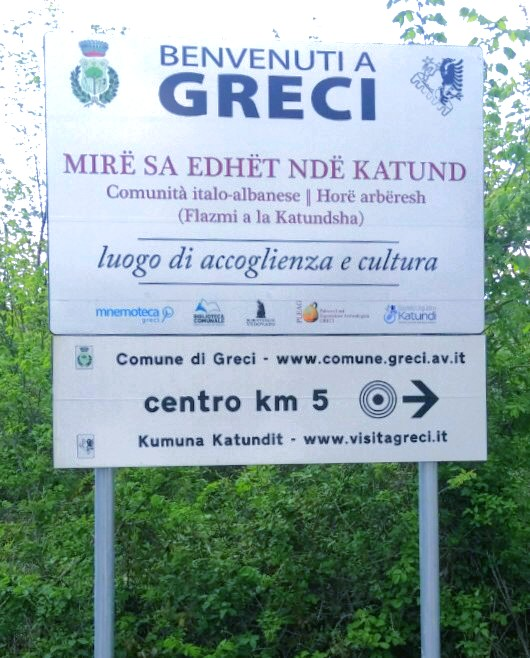
Segnaletica bilingue a Greci, isola linguistica arbëreshë

Greci è invece l'unico paese irpino in cui si parla l'arbëreshë, un idioma antico-albanese. Oltre alla lingua, a Greci si sono mantenute intatte nel tempo anche molte tradizioni (ma non il rito ortodosso). Lo stanziamento arbëreshë risale al XV secolo, ma il toponimo "Greci" ha origini più antiche (essendo attestato fin dall'XI secolo) ed è piuttosto riferibile ai Bizantini che nel IX-X secolo occuparono quel territorio. In lingua arbëreshë Greci è chiamata invece Katundi, letteralmente "il borgo", "il paese".
In passato esistevano ancora altre isole linguistiche: si trattava degli schiavoni, un gruppo etnico di ceppo slavo stanziato un tempo a Polcarino degli Schiavoni (la moderna Villanova del Battista), a Montemalo (l'attuale Sant'Arcangelo Trimonte) e a Ginestra degli Schiavoni, estintosi dopo le estese devastazioni provocate dall'epidemia di peste del 1656.

## Prodotti tipici
Il biodistretto d'Irpinia, avente sede nella città di Ariano Irpino, è incluso nel registro nazionale dei distretti biologici. Di particolare rilevanza è la produzione di vino: tra i più pregiati vi sono il greco di Tufo DOCG, il taurasi DOCG, il fiano di Avellino e l'aglianico. Tra i prodotti IGP vi è la castagna di Montella, mentre l'olio extravergine d'oliva Irpinia - Colline dell'Ufita, che si caratterizza per i suoi colori intensi e per il sapore fruttato con note di pomodoro, si fregia del marchio DOP. Altri prodotti tipici sono il caciocchiato irpino, la castagna di Trevico (soprattutto in forma di caldarroste), il pane di Calitri, il pane di Montecalvo, la patata di Trevico, il pecorino bagnolese, il pecorino di Carmasciano, il prosciutto di Trevico, il prosciutto di Venticano e il tartufo nero di Bagnoli Irpino, tutti riconosciuti quali prodotti agroalimentari tradizionali (PAT).
Nei comuni di Pietradefusi (in particolare la frazione Dentecane), Grottaminarda e Ospedaletto d'Alpinolo sono presenti degli stabilimenti per la produzione del torrone; molto importante è anche la produzione di nocciole. Per quanto riguarda la pasta è diffuso il consumo dei fusilli avellinesi; esclusivi della Baronia sono invece i trilli, un particolare tipo di pasta casereccia che si fregia del marchio PAT.
Inoltre l'artigianato ha rivestito da sempre un ruolo importante nell'economia locale; tra le numerose manifatture locali si segnala la ceramica arianese, ben attestata fin dal XIII secolo.

## Luoghi d'interesse

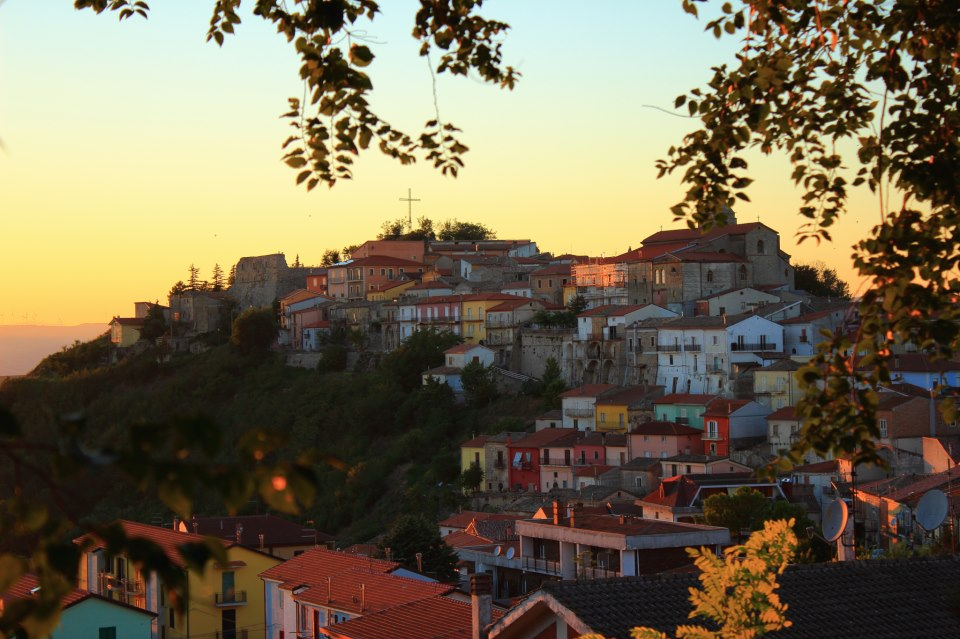
Veduta di Savignano Irpino

Principali attrattive turistiche sono l'ex comprensorio sciistico del Laceno con il lago omonimo, il monte Terminio oltre ad alcuni borghi che fanno parte dell'associazione dei borghi più belli d'Italia, quali Frigento, Gesualdo, Monteverde, Nusco, Savignano Irpino e Zungoli (questi due ultimi si fregiano inoltre, rispettivamente, della bandiera gialla e della bandiera arancione).
Tra le strutture architettoniche di rilievo storico spicca il castello di Ariano, sede della prima contea normanna in terra italiana, presso cui furono convocate e promulgate le celebri assise di Ariano del 1140. Notevoli anche il complesso monumentale del Monte a Montella, il castello di San Barbato, costruito in epoca longobarda nell'849, e il castello aragonese di Monteverde, sede dal 1532 al 1641 della signoria dei Grimaldi principi di Monaco. Di rilievo, inoltre, sono il borgo Castello di Calitri; il centro storico di Gesualdo con il castello che fu dimora del "principe dei musici" Carlo Gesualdo; il palazzo Filangieri di Lapio con i suoi affreschi.

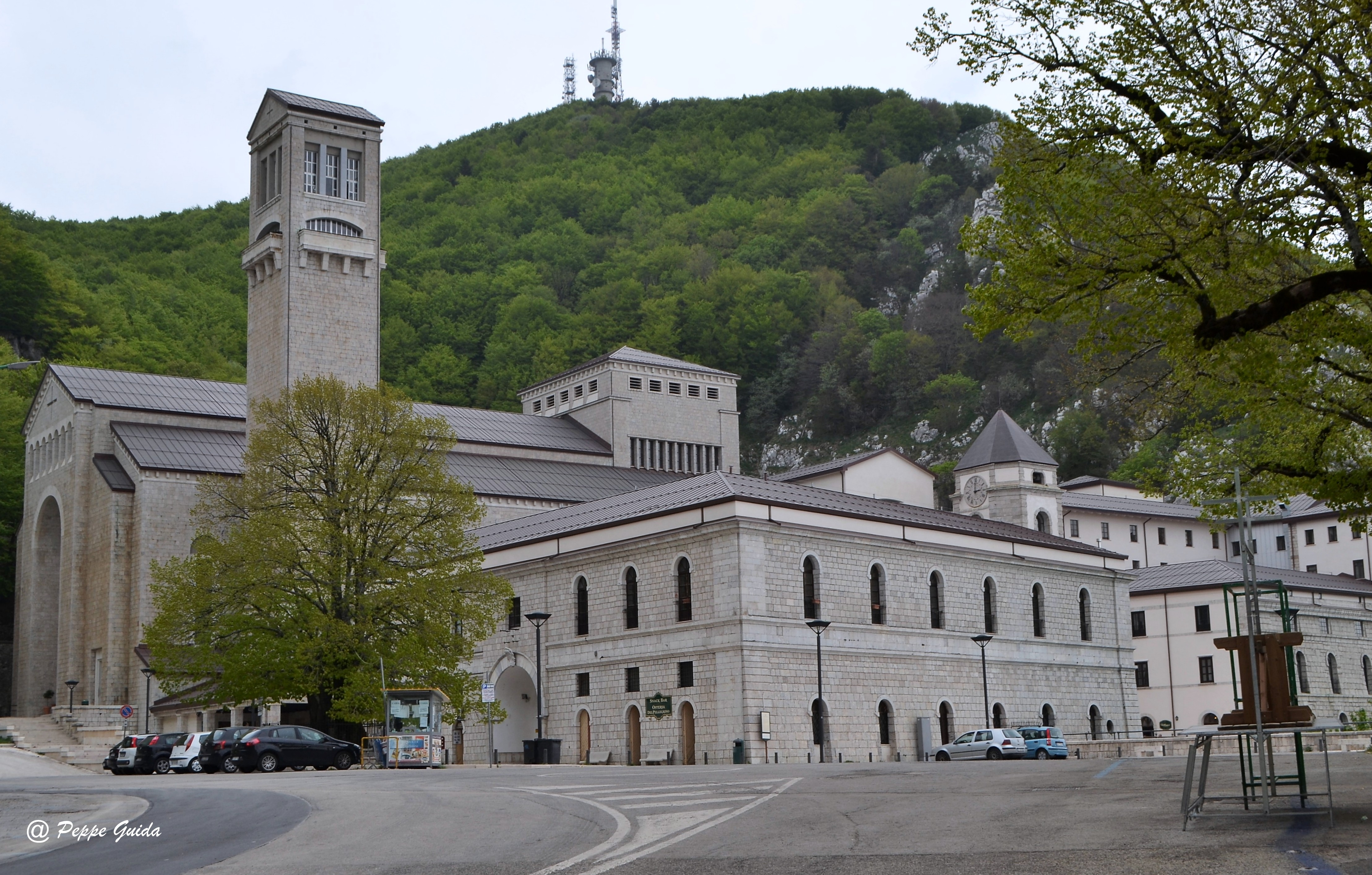
Il santuario di Montevergine

Tra le mete religiose si citano il santuario di Montevergine in territorio di Mercogliano, l'abbazia del Goleto presso Sant'Angelo dei Lombardi, il santuario di San Gerardo Maiella a Caposele, il convento di San Francesco a Folloni a Montella, la collegiata di San Michele a Solofra, i due antichi santuari di San Liberatore e della Madonna di Valleluogo presso Ariano Irpino, il santuario di Carpignano nei dintorni di Grottaminarda e il santuario di Santa Felicita nelle vicinanze di Rocca San Felice. Notevoli per la loro imponenza e per le opere d'arte ivi custodite sono inoltre le cattedrali di Ariano Irpino, di Avellino e di Sant'Angelo dei Lombardi.
I poli museali più rilevanti sono il museo irpino e il museo d'arte di Avellino, il museo della civiltà normanna e il museo degli argenti di Ariano Irpino, nonché due musei della ceramica: a Calitri e ancora ad Ariano Irpino.